# Automotrice FG ALe 80
Le automotrici ALe 80 sono una serie di elettromotrici Stanga-Tibb per la società Ferrovie del Gargano, esercente la linea San Severo-Peschici.

## Storia
Le automotrici vennero costruite nel 1981 in 6 unità, numerate da ALe 80.01 a 06; la parte elettrica e i carrelli furono costruiti dal TIBB di Milano. La consegna si concluse nel gennaio 1982.

## Caratteristiche
Una particolarità delle ALe 80 è l'avviatore elettronico costruito dalla Sécheron di Ginevra, utilizzato per la prima volta su un mezzo destinato a una ferrovia in concessione.

## Livrea

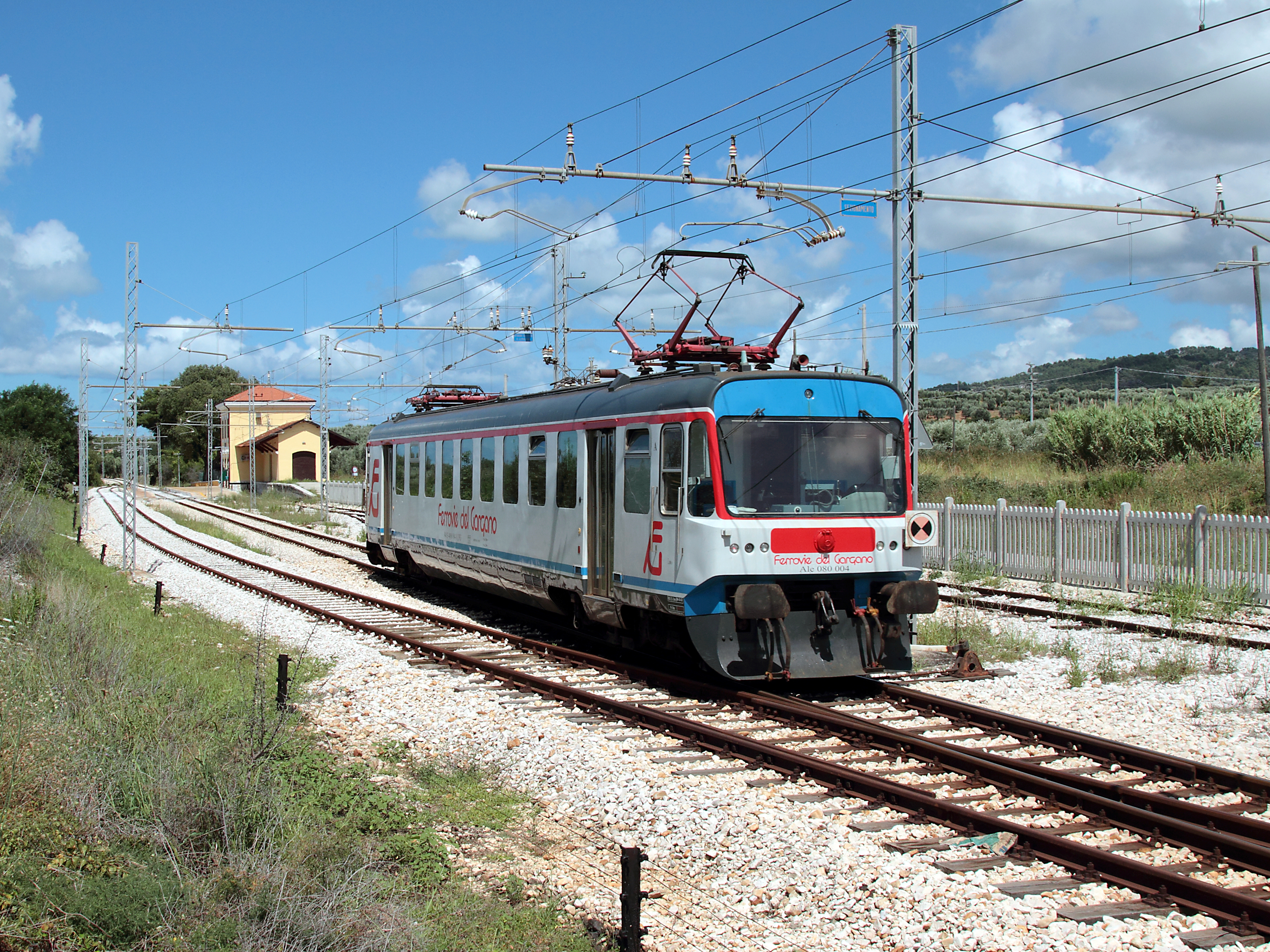
Automotrice ALe 80.04 revampizzata e ridipinta nella nuova livrea sociale

Le automotrici furono verniciate in una livrea analoga a quella delle carrozze Gran Confort delle Ferrovie dello Stato: cassa in grigio ardesia, fascia dei finestrini in bianco avorio, e fascette longitudinali rosse. Tale livrea in seguito sarebbe stata estesa anche ad altri mezzi delle FG.
Nel 2012 l'automotrice ALe 80.04 venne ridipinta e revampizzata in una nuova livrea bianca, rossa e blu, ispirata a quella dei nuovi Elettrotreni FG ETR 330 Stadler Flirt. Si prevede di estendere la nuova livrea all'intero gruppo.